# Ottó Merkl

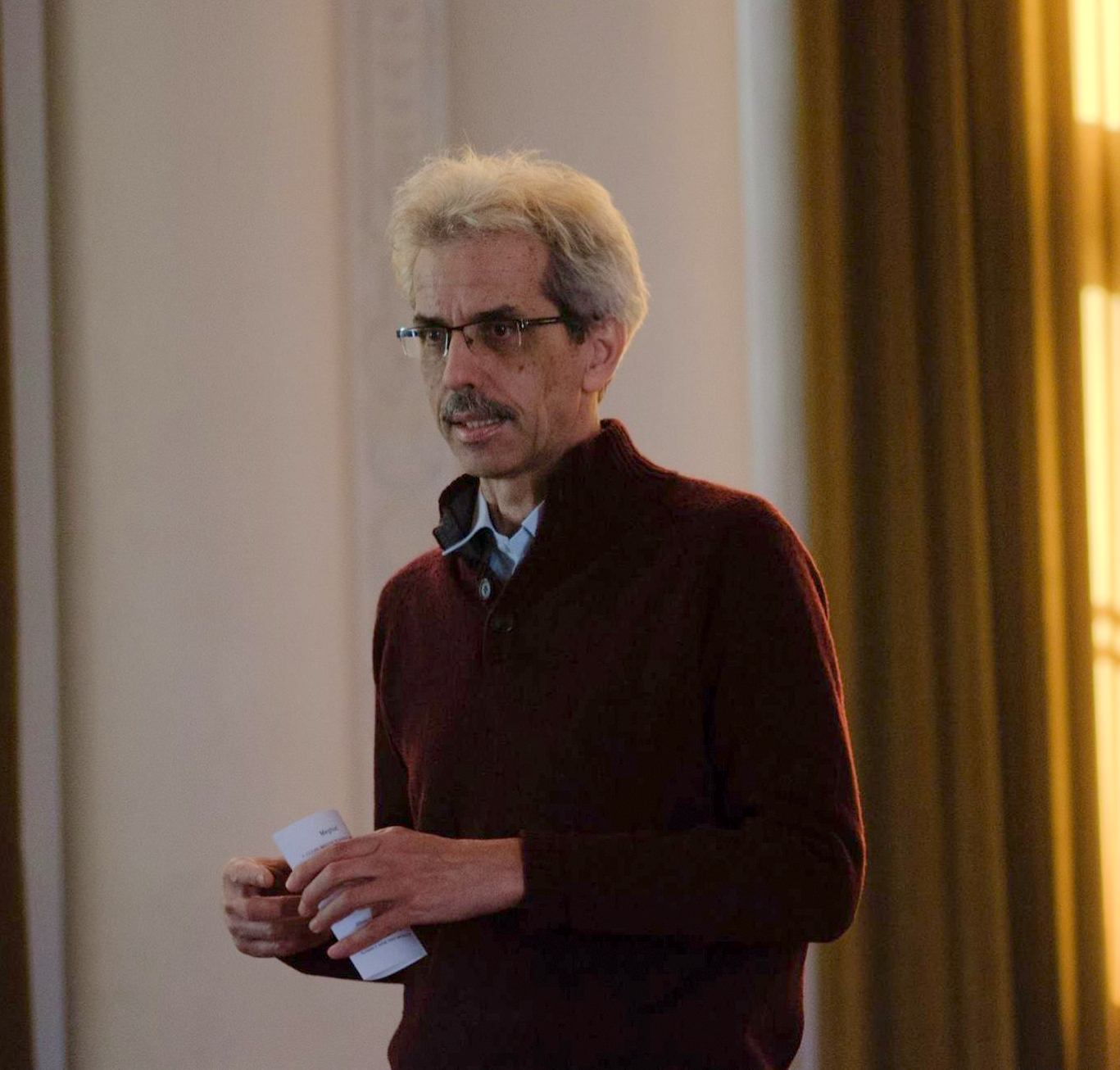
Merkl, 2016

Ottó Merkl (* 26. August 1957 in Budapest, Ungarn; † 19. Februar 2021 ebenda) war ein ungarischer Entomologe, Museologe und Schriftsteller. Er war eine Autorität zum Thema Schwarzkäfer. Ab 1985 war er Leiter der Käfersammlung des Ungarischen Naturwissenschaftlichen Museums. Abkürzung seines Namens in zoologischen Werken: „Merkl“.
Auf den Bauernhof seiner Großeltern in Klein-Kumanien las er in den Büchern seines Onkels mütterlicherseits. Dieser war Botaniker und wanderte 1956 in die USA aus.
1972 begann er mit dem Käfer sammeln. 1978 lernte er den Generaldirektor des ungarischen Naturkundemuseums Zoltán Kaszab kennen. Zum Abschied meinte er, dass er im Museum arbeiten könne.
1981 schloss er ein Studium der Biologie an der Eötvös-Loránd-Universität in Budapest ab. 1983 erlangte er einen Doktortitel und 1995 einen Doktor in Biowissenschaften. Ab 1981 arbeitete er in Käfersammlung des Ungarisches Naturwissenschaftliches Museum. 1985 übernahm er als Nachfolger von Zoltán Kaszab die Leitung der Sammlung. Sein Spezialgebiet waren die indomalaiischen Trauerkäfer, die indomalaiischen und indoaustralischen Wollkäfer, die paläarktischen Marienkäfer und die ungarische Käferfauna. So geht eine der erste Sichtung des Harlekin-Marienkäfer 2008 in Ungarn auf ihn zurück. Der führte Sammlungsfahrten in Nicaragua, Taiwan, Laos (Dong Hua Xao und Phou Khao Kouay NBCA), Malaysia (Cameron Highlands und Pulau Tioman), Indonesien (Gunung Palung Nationalpark in der Provinz Kalimantan Barat), Kenia (Mt. Elgon und Mt. Kenya), Nordkorea (Kumgang-san und Paekdu-san), Armenien und Usbekistan durch.
Er war seit 1978 Mitglied der Ungarischen Entomologischen Gesellschaft, seit 1985 Ausschussmitglied und seit 1995 Vizepräsident. Von 1995 bis zu seinem Tod lehrte er an der Fakultät der Veterinärmedizin an der Szent-István-Universität Zootaxonomie.
Er hat über 220 wissenschaftliche Veröffentlichungen.
1983 erhielt er die Imre-Frivaldszky-Gedenktafel in Bronze. 2019 erhielt sie als bislang jüngster Geehrter in Gold sowie den Pro Natura-Preis.